# Metropolitano (Argentina)
| Ferrocarril  | Ramal | Período da concessão                    |
| ------------ | --- | --------------------------------------- |
| Roca         | Constitución-La Plata (vía Quilmes) Constitución-Ezeiza-Cañuelas Constitución-Alejandro Korn Constitución-Berazategui-Temperley Temperley-Haedo Vía Circuito Bosques-Gutiérrez | 1 de maio de 1994 22 de maio de 2007    |
| San Martín   | Retiro-Pilar | 1 de abril de 1994 7 de janeiro de 2005 |
| Belgrano Sur | Puente Alsina-Aldo Bonzi Buenos Aires-González Catán Buenos Aires-Marinos del Belgrano                                                                                         | 1 de maio de 1994 22 de maio de 2007    |

Metropolitano foi um consórcio argentino privado, criado para gerir a concessão do serviço ferroviário suburbano de passageiros na Grande Buenos Aires, sendo formado pelas empresas Transportes Metropolitano San Martín (TMS), Transportes Metropolitano Roca (TMR) e Transportes Metropolitano Belgrano Sur (TMB).

## História
Formado em 1994 durante a privatização do setor ferroviário argentino pelo governo Menem , recebeu a concessão do serviço ferroviário suburbano de passageiros nos ferrocarriles General Roca, General Belgrano Sur e General San Martín. Inicialmente propriedade da construtora Olmos e do grupo Trainmet, grupo de empresas de transporte coletivo de ônibus, mudou de mãos quando o controverso empresário Sergio Taselli (beneficário de outras concessões e privatizações feitas na década de 90  assuimiu o controle acionário do consórcio.

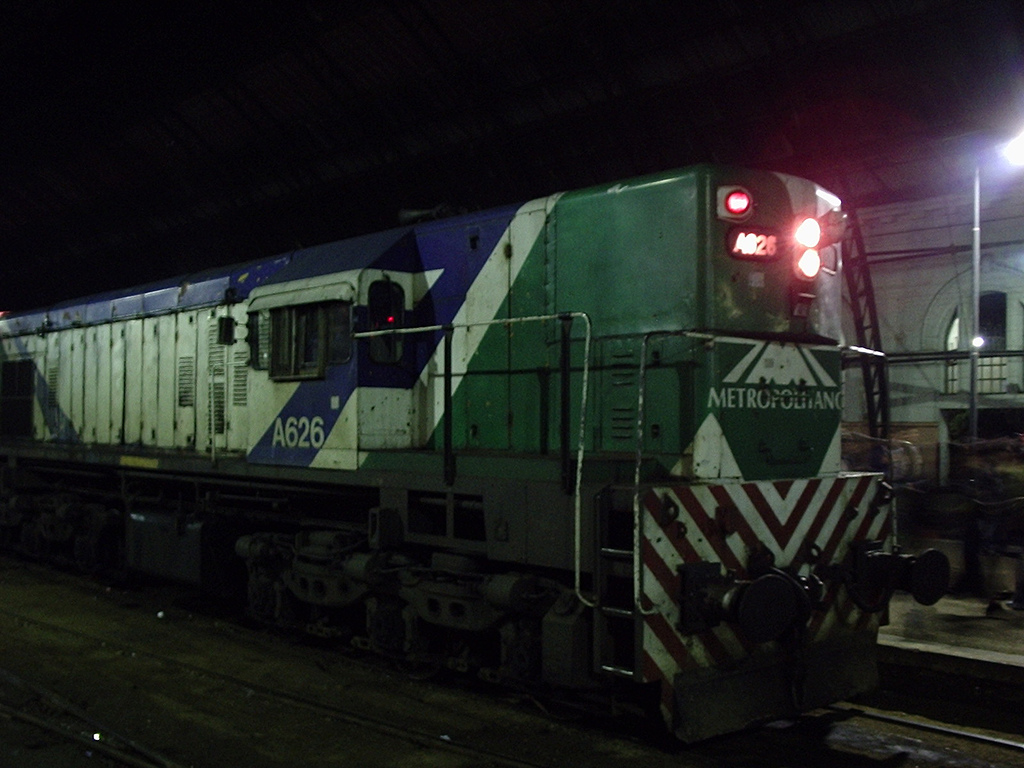
Locomotiva GM GR-12W nº A626 nas cores do consórcio Metropolitano durante partida noturna do Expresso La Plata - Constituición (Linha Roca)

A deterioração do material rodante, assim como a má prestação de serviço (apesar dos pesados subsídios recebidos do governo argentino) foram motivo de muitas denúncias e multas dos órgãos de fiscalização estatal nas 3 linhas operadas pelo consórcio  e alvo de protestos por parte dos usuários dos serviços ferroviários suburbanos.
Em 2004 foi revogada a concessão do Ferrocarril San Martín por meio do decreto 798 do governo federal. Apesar de terem ocorrrido episódios similares anteriormente, aconteceu um violento protesto dos usuários na estação Constituición em 15 de maio de 2007 que acabou motivando o governo a cancelar o contrato de concessão dos serviços suburbanos dos ferrocarriles Belgrano Sur e Roca pelos decretos 591 y 592.

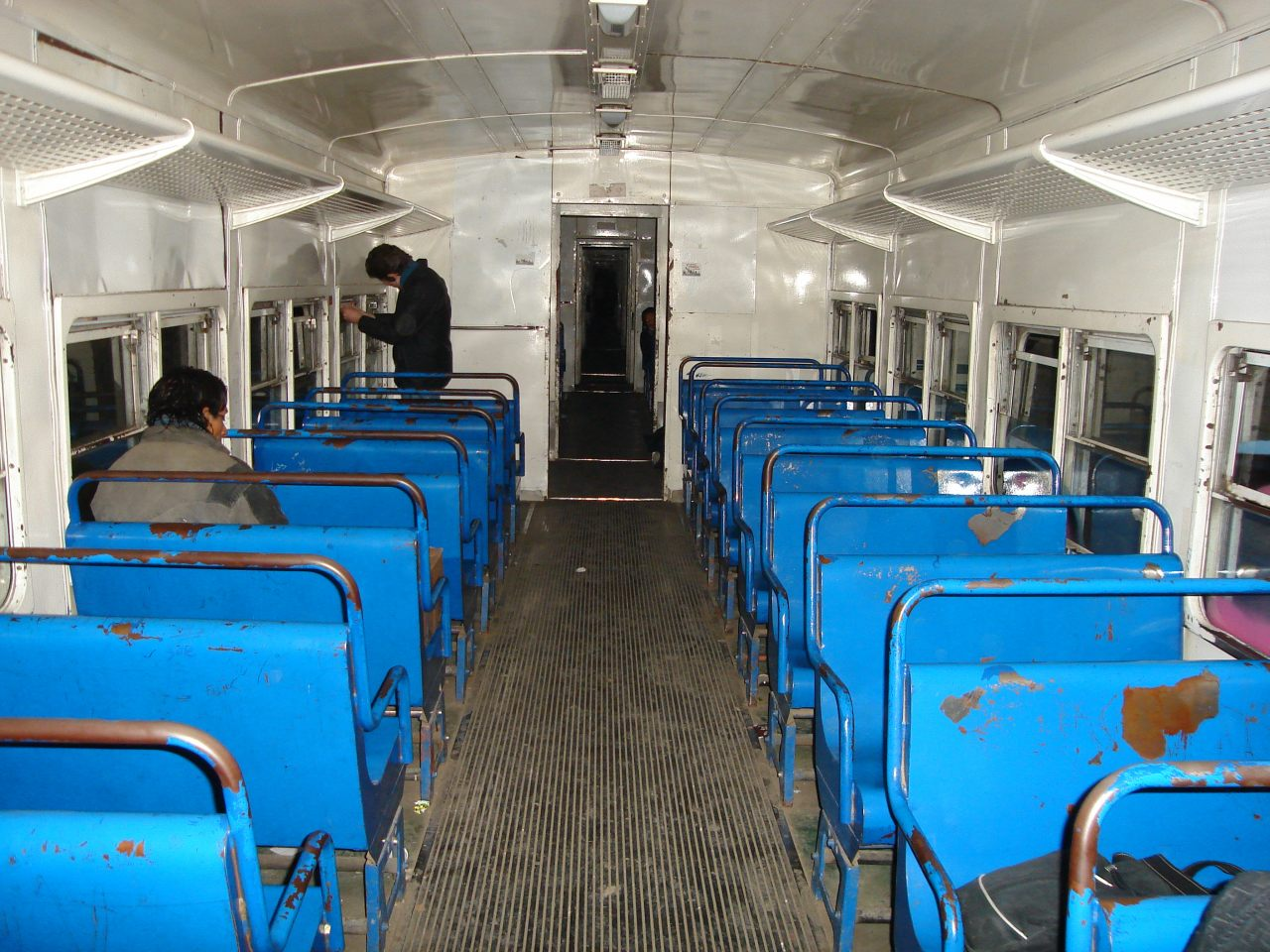
Carro do ramal Constitución-La Plata durante o fim da concessão do consórcio Metropolitano

Desde então a concessão das linhas San Martín, General Roca e Belgrano Sur foram repassadas a empresa provisória UGOFE, formada por empresas privadas e o governo daprovíncia de Buenos Aires. 